# بيلي غونسالفيس
أديلينو ويليام غونسالفيس (بالإنجليزية: Adelino William Gonsalves)‏ الشهير باسم بيلي غونسالفيس (بالإنجليزية: Billy Gonsalves)‏ (10 أغسطس 1908 في بورتسموث، الولايات المتحدة – 17 يوليو 1977 في كيرني، الولايات المتحدة) لاعب كرة قدم أمريكي راحل كان يجيد اللعب في مركز الوسط المحوري كما كان يجيد اللعب في مركز المهاجم الداخلي الأيسر . مثل منتخب الولايات المتحدة في بطولتي كأس عالم الأولى في 1930 التي أقيمت في الأوروغواي والثانية في 1934 التي أقيمت في إيطاليا .

## وصلات خارجية
- بيلي غونسالفيس على موقع الاتحاد الدولي (مؤرشف)  (الإنجليزية)
- بيلي غونسالفيس على موقع قاعدة بيانات كرة القدم.إي يو (الإنجليزية)
- بيلي غونسالفيس على موقع ناشيونال فوتبول تيمز (الإنجليزية)
- بيلي غونسالفيس على موقع Soccerway.com (الإنجليزية)
- بيلي غونسالفيس على موقع عالم كرة القدم.نت (الإنجليزية)

- هذا متحف كرة القدم